# Adolf von Steiger

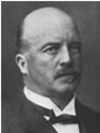
Adolf von Steiger

Alfred Armand Adolf von Steiger (* 25. Juli 1859 in Bern; † 1. März 1925 ebenda, heimatberechtigt in Bern) war ein Schweizer Politiker (FDP) und Jurist.
Von 1900 bis 1918 war er Stadtpräsident von Bern und von 1919 bis 1925 Bundeskanzler.

## Biografie
Der Sohn eines Oberbibliothekars aus der Berner Patrizierfamilie von Steiger studierte Recht an den Universitäten Bern, Leipzig und Genf. Von 1884 bis 1893 führte er in Bern eine Anwaltspraxis. Nach zweijähriger Tätigkeit als Ersatzrichter war er ab 1893 Mitglied des Berner Obergerichts. Im Jahr 1900 wurde er als Vertreter der Freisinnigen zum Stadtpräsidenten von Bern gewählt. Darüber hinaus war er von 1903 bis 1917 Mitglied des Grossen Rates des Kantons Bern sowie Ständerat von 1908 bis 1918.
1918 nahm von Steiger als Vizekanzler seine berufliche Tätigkeit in der Bundeskanzlei auf. Im darauf folgenden Jahr wählte ihn die Bundesversammlung zum Bundeskanzler. Dabei setzte er sich gegen den katholisch-konservativen Solothurner National- und Ständerat Siegfried Hartmann durch. Bei seinem Amtsantritt trat auch ein neues Gesetz über die Bundeskanzlei in Kraft, die den Bundeskanzler von der Protokollführung im Nationalrat entlastete. 1925 verstarb von Steiger im Amt an einem Schlaganfall.